# Janisch Antal
Janisch Antal (Bécs, 1814. május 24. – Pozsony, 1876. november 23.) magyar orvos, újságíró, amerikai szabadságharcos.

## Élete
Janisch József bécsi magyar takács mester és Barbara Löcker fiaként született. Tanárnak készült, bölcsészdoktorátust szerzett, majd orvosi tanulmányokba kezdett, de közben elérte a katonakötelezettségi kort, s besorozták a császári és királyi hadseregbe a bécsi háziezredbe, a Deutschmeister Regimentbe, így kénytelen volt félbeszakítani orvosi tanulmányait (amelyeket később engedély mellett befejezhetett). 14 évi szolgálat után, mikor már nős volt, megkezdte az orvosi gyakorlatot, de nem tudott belőle megélni. Így inkább hírlapíró lett 1858 és 1859-ben a Pester Lloydnál. 1860-ban kivándorolt Európába, hogy részt vegyen Giuseppe Garibaldinak az olasz egységért folytatott harcában, de ez nem sikerült, elkésett, tovább ment Amerikába, s részt vett az amerikai polgárháborúban és zászlóaljparancsnokként szerelt le.
Az amerikai polgárháború vége után orvosi gyakorlatot folytatott New York-ban, ekkor már jól ment neki az orvoslás, feltehetően ehhez a harctéri tapasztalatok is hozzásegítették. Kis vagyonkát szerzett és 1872-ben hazatért Pozsonyba, abba a városba, amelyből szülei származtak. Itt szerkesztette a Konrole című lapot. Szinnyei József értesülései szerint egyik leánya, Antonie Janisch a bécsi várszínház (Burgtheater) tagja lett. 1876. november 23-án hunyt el, 62 éves korában, halálát az amerikai harcokban szerzett tüdőbaj okozta. Nekrológját megírták a Fővárosi Lapokban (1876/274. sz.) és a Pressburger Zeitungban (1876/366, 379. sz.).